# Bambi-Verleihung 2018
Die 70. Bambi-Verleihung fand am 16. November 2018 im Stage Theater in Berlin statt. Sie wurde live im Ersten übertragen.

## Preisträger und Nominierte
Arjen Robben und Franck Ribéry sollten ursprünglich einen Bambi für ihre außergewöhnlichen Leistungen als eines der kreativsten Spieler-Duos der Bundesliga erhalten. Nachdem Ribéry einen Journalisten nach der Niederlage bei Borussia Dortmund körperlich attackiert hatte, hatte man sich gegen eine Verleihung entschieden. Rod Stewart musste seine Teilnahme an der Verleihung verletzungsbedingt absagen. 

### Lebenswerk
Lilo Pulver

 Laudatio: Paola Felix

### Schauspielerin international
Penélope Cruz

 Laudatio: Edin Hasanović

### Legende
Rod Stewart

### Publikums-Bambi: Neue Deutsche Musikstars
Michael Schulte

 Laudatio: Udo Lindenberg
Lea
Nico Santos
Mike Singer

### Musik International
Dua Lipa

 Laudatio: Felix Jaehn

### Musik National
Mark Forster

 Laudatio: Lena Gercke

### Schauspielerin national
Paula Beer für Bad Banks

 Laudatio: Heino Ferch
Marie Bäumer für 3 Tage in Quiberon
Claudia Michelsen für Mackie Messer – Brechts Dreigroschenfilm
Liv Lisa Fries für Babylon Berlin

### Schauspieler national
Sebastian Koch für Werk ohne Autor

 Laudatio: Alicia von Rittberg
Lars Eidinger für Mackie Messer – Brechts Dreigroschenfilm, 25 km/h, Babylon Berlin, Werk ohne Autor und Abgeschnitten
Peter Kurth für Babylon Berlin
Kida Khodr Ramadan für 4 Blocks

### Beste Serie
Babylon Berlin
Bad Banks
Dark

### Comedy
Luke Mockridge

 Laudatio: Ruth Moschner

### Sonderpreis der Jury
Patrick Lange

### Sport
Claudio Pizarro

 Laudatio: Paul Breitner

### Unsere Erde
Johan Ernst Nilson und Sebastian Copeland

 Laudatio: Kai Pflaume, Lisa und Lena

### Stille Helden
Christine Wagner-Behrendt und Markus Behrendt (Verein IntensivLeben)

 Laudatio: Nico Rosberg

### Überraschungsbambi
Thomas Gottschalk

 Präsentatorin: Liv Tyler